# بکمورزینو
بکمورزینو (انگلیسی: Bekmurzino) یک شهرک در شهرستان بیرسکی باشقیرستان کشور روسیه است.